# Spiros Focas
Spiros Focas, pseudonimo di Spiros Androutsopoulos (in greco Σπύρος Φωκάς, Σπύρος Ανδρουτσόπουλος?; Patrasso, 17 agosto 1937 – Eleusi, 10 novembre 2023), è stato un attore greco attivo in cinema e televisione.

## Biografia
Debuttò nel cinema nel 1959 e apparve in oltre duecento film. La sua carriera - sviluppatasi in un arco di oltre cinquant'anni - lo vide interprete di pellicole importanti fra cui Rocco e i suoi fratelli, del 1960, in cui fu diretto da Luchino Visconti, Il gioiello del Nilo di Lewis Teague, e Rambo III di Peter MacDonald. Fu interprete di film peplum e poliziotteschi. Talvolta fu accreditato come Clyde Garner.
È morto il 10 novembre 2023 all'età di 86 anni.

## Vita privata
Si sposò quattro volte. Non ebbe figli.

## Filmografia parziale

### Cinema

Gianni Garko, Spiros Focas, Didi Perego, Angela Luce nel film Morte di un amico (1959)

Spiros Focas in Messalina Venere imperatrice (1960)

- Morte di un amico, regia di Franco Rossi (1959)
- Via Margutta, regia di Mario Camerini (1960)
- Messalina Venere imperatrice, regia di Vittorio Cottafavi (1960)
- Rocco e i suoi fratelli, regia di Luchino Visconti (1960)
- Psycosissimo, regia di Steno (1961)
- Un uomo da bruciare, regia di Valentino Orsini, Paolo e Vittorio Taviani (1962)
- Diciottenni al sole, regia di Camillo Mastrocinque (1964)
- Resa dei conti per un pezzo da 90 (Une balle au cœur / Mia sfera stin kardhia), regia di Jean-Daniel Pollet (1966)
- Un corpo da amare (Dama spathi), regia di George Skalenakis (1966)
- Odia il prossimo tuo, regia di Ferdinando Baldi (1968)
- Zorro alla corte d'Inghilterra, regia di Franco Montemurro (1969)
- Corbari, regia di Valentino Orsini (1970)
- Basta guardarla, regia di Luciano Salce (1970)
- L'amante dell'Orsa Maggiore, regia di Valentino Orsini (1971)
- Lui per lei, regia di Claudio Rispoli (1972)
- Baciamo le mani, regia di Vittorio Schiraldi (1973)
- Shaft e i mercanti di schiavi (Shaft in Africa), regia di John Guillermin (1973)
- Flavia, la monaca musulmana, regia di Gianfranco Mingozzi (1974)
- Mark il poliziotto spara per primo, regia di Stelvio Massi (1975)
- Nina (A Matter of Time), regia di Vincente Minnelli (1976)
- Holocaust 2000, regia di Alberto De Martino (1977)
- Sonia, regia di Takis Kanellopoulos (1980)
- Il gioiello del Nilo (The Jewel of the Nile), regia di Lewis Teague (1985)
- Black Tunnel, regia di Federico Bruno (1986)
- Rambo III, regia di Peter MacDonald (1988)
- Tre colonne in cronaca, regia di Carlo Vanzina (1990)
- Calda emozione (White Palace), regia di Luis Mandoki (1990)
- L'ospite segreto, regia di Paolo Modugno (2003)
- Wild Night, regia di Giorgos Papatheodorou (2009)
- Outlanders, regia di Antonis Mandranis (2019)
- Few Hours in Athens, regia di Ari Papargyropoulos (2019)

### Televisione
- Orlando furioso, episodio 3, regia di Luca Ronconi - miniserie TV (1975)
- Alle origini della mafia, episodio La speranza, regia di Enzo Muzii - miniserie TV (1976)
- Un corpo da gestire, regia di Michael Tuchner - film TV (1987)
- Il ricatto, episodi 4 e 5, regia di Tonino Valerii, Ruggero Deodato e Vittorio De Sisti - miniserie TV (1989)
- Il gorilla, episodio Bomba nell'oasi (Le Gorille dans le cocotier), regia di Maurizio Lucidi - serie TV (1990)
- Ricatto 2 (Bambini nell'ombra), regia di Vittorio De Sisti - miniserie TV (1991)
- La signora in giallo (Murder, She Wrote), episodio 8x10 - serie TV (1991)
- Errore fatale, regia di Filippo De Luigi - film TV (1992)
- Happy Holiday - serie TV (1993)
- Il barone, regia di Alessandro Fracassi, Richard T. Heffron ed Enrico Maria Salerno - miniserie TV (1995)

## Doppiatori italiani
Nelle versioni in italiano delle opere in cui ha recitato, Spiros Focas è stato doppiato da:
- Pino Locchi in Via Margutta, Psycosissimo, Zorro alla corte d'Inghilterra
- Giuseppe Rinaldi in Messalina Venere imperatrice, Odia il prossimo tuo
- Luciano De Ambrosis in Diciottenni al sole
- Pino Colizzi in Corbari
- Elio Zamuto in Baciamo le mani
- Giorgio Gusso in Nina
- Roberto Del Giudice in Rambo III
- Sergio Fiorentini ne Il ricatto
- Romano Ghini in La signora in giallo